# العلاقات الأرمينية البلجيكية
العلاقات الأرمينية البلجيكية هي العلاقات الثنائية التي تجمع بين أرمينيا وبلجيكا.

## مقارنة بين البلدين
هذه مقارنة عامة ومرجعية للدولتين:
| وجه المقارنة                                              | أرمينيا                    | بلجيكا                                                                              |
| --------------------------------------------------------- | -------------------------- | ----------------------------------------------------------------------------------- |
| المساحة (كم2)                                             | 29.74 ألف                  | 30.53 ألف                                                                           |
| عدد السكان (نسمة)                                         | 2.93 مليون                 | 11.37 مليون                                                                         |
| الكثافة السكانية (ن./كم²)                                 | 98.52                      | 372.42                                                                              |
| العاصمة                                                   | يريفان                     | بروكسل                                                                              |
| اللغة الرسمية                                             | لغة أرمنية                 | اللغة الهولندية، لغة فرنسية، اللغة الألمانية                                        |
| العملة                                                    | درام أرميني                | يورو، فرنك بلجيكي                                                                   |
| الناتج المحلي الإجمالي (بليون دولار)                      | 11.54 مليار                | 492.68 مليار                                                                        |
| الناتج المحلي الإجمالي (تعادل القوة الشرائية) بليون دولار | 25.41 مليار                | 514.74 مليار                                                                        |
| الناتج المحلي الإجمالي الاسمي للفرد دولار أمريكي          | 3.49 ألف                   | 40.32 ألف                                                                           |
| الناتج المحلي الإجمالي للفرد دولار أمريكي                 | 8.07 ألف                   | 43.44 ألف                                                                           |
| مؤشر التنمية البشرية                                      | 0.743                      | 0.890                                                                               |
| رمز المكالمات الدولي                                      | +374                       | +32                                                                                 |
| رمز الإنترنت                                              | .am، .հայ ‏                 | .be                                                                                 |
| المنطقة الزمنية                                           | ت ع م+04:00، توقيت أرمينيا | توقيت وسط أوروبا، ت ع م+01:00، ت ع م+02:00، توقيت وسط أوروبا الصيفي، أوروبا/بروكسل ‏ |

## منظمات دولية مشتركة
يشترك البلدان في عضوية مجموعة من المنظمات الدولية، منها:
| علم المنظمة | اسم المنظمة                               | تاريخ انضمام أرمينيا | تاريخ انضمام بلجيكا |
| ----------- | ----------------------------------------- | -------------------- | ------------------- |
|             | الأمم المتحدة                             | 2 مارس 1992          | 27 ديسمبر 1945      |
|             | منظمة التجارة العالمية                    | 5 فبراير 2003        | ?                   |
|             | الاتحاد الدولي للاتصالات                  | 30 يونيو 1992        | 1866                |
|             | مجلس أوروبا                               | 25 يناير 2001        | ?                   |
|             | يونسكو                                    | 9 يونيو 1992         | 29 نوفمبر 1946      |
|             | المنظمة الأوروبية لسلامة الملاحة الجوية   | 2006                 | 1960                |
|             | الاتحاد البريدي العالمي                   | ?                    | ?                   |
|             | مؤسسة التنمية الدولية                     | 25 أغسطس 1993        | 2 يوليو 1964        |
|             | منظمة حظر الأسلحة الكيميائية              | ?                    | ?                   |
|             | وكالة ضمان الاستثمار متعدد الأطراف        | 5 ديسمبر 1995        | 18 سبتمبر 1992      |
|             | منظمة الشرطة الجنائية الدولية             | ?                    | ?                   |
|             | مؤسسة التمويل الدولية                     | 18 أبريل 1995        | 27 ديسمبر 1956      |
|             | بنك التنمية الآسيوي                       | 2005                 | 1966                |
|             | البنك الدولي للإنشاء والتعمير             | 16 سبتمبر 1992       | 27 ديسمبر 1945      |
|             | الفريق المعني برصد الأرض                  | ?                    | ?                   |
|             | منظمة الأمن والتعاون في أوروبا            | 30 يناير 1992        | 25 يونيو 1973       |
|             | المركز الدولي لتسوية المنازعات الاستشارية | 16 أكتوبر 1992       | 26 سبتمبر 1970      |

## وصلات خارجية
- موقع وزارة الخارجية الأرمينية
- موقع وزارة الخارجية البلجيكية